# Helicoconis (Fontenellea) iberica
Helicoconis (Fontenellea) iberica is een insect uit de familie van de dwerggaasvliegen (Coniopterygidae), die tot de orde netvleugeligen (Neuroptera) behoort. 
Helicoconis (Fontenellea) iberica is voor het eerst wetenschappelijk beschreven door Ohm in 1965.